# みきとP
みきとP（みきとピー）は、日本の男性ソングライター、ボカロP。京都府出身。ボカロシーンでは「いーあるふぁんくらぶ」「ロキ」などの作品で知られ、楽曲提供も行っている。

## 経歴
小学校低学年の頃にはピアノの習い事をやっていたが、乗り気ではなく辞めてしまった。その後小学6年生の頃から音楽に興味を持ちはじめ、THE BOOMの影響を受けてギターを手に取った。中学生時代は学校にギターを持って行き放課後に友人とミニアンプで鳴らして遊んだり、中学3年生の頃に友人とコピーバンドを組んだ。そして、高校生時代にバンドを結成し、大学生になって作曲を始める。
2007年頃、大学から続いていたバンドは解散を迎えた。バンド解散後は、ソロでの活動や所属事務所の作家としてコンペなどを受けたがなかなか芽をだせない時期を過ごしていた。それ以降は音楽から離れ、アルバイトとニコニコ動画でやさぐれた日々を送っていたが、その中でサカモト教授の動画に出会い、ゲーム音楽の面白さに気づいた時から徐々に音楽に再接近する。VOCALOIDとの出会いは2009年頃で、作曲する中で楽曲の仮歌を依頼する人物がいなかったために用いたという。
2010年3月、ニコニコ動画上にオリジナル曲「こくはく」を投稿し、ボカロPデビュー。最初の動画は「腕試しのつもりで上げた」と回想している。

2011年に公開した「小夜子」で、自身初となる10万再生（殿堂入り）を達成したことにより、自分の中にある素直なものを表すことの感触に気付けたきっかけとなる。次いで2012年、中国語を習う少女たちを描いた「いーあるふぁんくらぶ」を発表して大ヒットした。みきとPにとって、動画の投稿間隔を埋めるために「おやつ」のつもりで公開したこの曲のヒットは想定外であり、驚いたという。又、その次に発表された「サリシノハラ」も100万再生の大ヒット（殿堂入り）し、これらの経験が自身の音楽活動の転機となった。そして、翌2013年4月、アルバム『僕は初音ミクとキスをした』を発表し、EXIT TUNESからメジャーデビューを果たす。その頃からライブなど表に立つ機会も増え、作家業の傍らでイベント出演などの露出も増えることとなる。
2018年には「8万再生いったらいいね」という目標で「ロキ」を投稿したところ、様々な歌ってみた動画が投稿され伸びが加速する。1000万再生を達成した頃には自身の曲であるが俯瞰でみるようになり、みんなで楽しむ曲として捉え始めた。また「ロキ」と同年に発表し大ヒットした「少女レイ」の2曲はMIX・マスタリングまで担当しており、昨今の代表曲といわれる楽曲を最初から最後まで手掛けたことは自身の活動の一つの自信となり、新アルバム『DAISAN WAVE』の発表に繋がった。
音楽作家として活動の幅を広げ、VTuberとのコラボやアニメへのタイアップ曲提供などを行う。またボーカリストとして古川本舗のメジャーデビューアルバムに参加したほか、自身の歌唱によるアルバム発表やワンマンライブの開催などで歌声を披露している。

## 作品

### アルバム

#### メジャー
| 1st | 2013年4月17日  | 僕は初音ミクとキスをした | 全18曲 1. 僕は初音ミクとキスをした 2. 心臓デモクラシー 3. 夕暮れツイッター 4. クノイチでも恋がしたい 5. 世田谷ナイトサファリ 6. 東京駅 7. 夕立のりぼん 8. 絆創膏 9. 非公開日誌 10. いーあるふぁんくらぶ 11. うぇんずでー・ぶるー 12. 刹那プラス 13. サリシノハラ 14. SECRET DVD 15. サラバーにゃカウダ 16. ガリベン広瀬の勝利 17. 小夜子 18. kiss / みきーの（みきとP×keeno）                                    | QWCE-00269                                        | 12位  | 歌唱 1. 初音ミク 2. 初音ミク 3. miki 4. 初音ミク・鏡音リン 5. 初音ミク 6. 鏡音リン 7. MAYU 8. 初音ミク 9. GUMI 10. GUMI・鏡音リン 11. miki 12. 初音ミク 13. 初音ミク 14. 初音ミク 15. miki 16. GUMI 17. 初音ミク 18. 初音ミク メジャーデビューアルバム |
| 2nd | 2014年11月5日  | GOOD SCHOOL GIRL         | 全11曲 1. まとい 2. バレリーコ 3. You are エイビー 4. 文字恋 5. 柑橘ネコぱんち 6. エンドロールに僕の名前をいれないで 7. からふる日和 8. しゃったーちゃんす 9. Good School Girl 10. 夏の半券 11. 同級生 / みきーの（みきとP×keeno）（通常盤のみ） | QWCE-00392（初回生産限定盤） QWCE-00396（通常盤） | 50位  | 歌唱 1. 初音ミク 2. GUMI 3. MAYU 4. GUMI 5. 鏡音リン 6. 初音ミク 7. miki 8. IA 9. miki 10. 初音ミク 11. 初音ミク |
| 3rd | 2015年11月18日 | MIKIROKU                 | 全15曲 1. きゅりあす 2. 夕立のりぼん 3. 刹那プラス〜Woody Arrange〜 4. あのこサーティースリー 5. バレリーコ 6. クノイチでも恋がしたい / with みきと会 7. Telephone Juice / with バグってるひと 8. おもふといふ 9. 京都ダ菓子屋センソー 10. 夏の半券 11. いーあるふぁんくらぶ 〜ぼっち多重録音Ver.〜 12. Hanabi 13. 走馬灯 14. ぼっち幸福論 15. サブトラの最終定理 / みきもじゃ（みきとP×大柴広己）（通常盤のみ） | QWCE-00526（初回限定盤） QWCE-00527（通常盤）     | 154位 | 初の本人歌唱アルバム |

#### インディーズ
| 枚  | 発売日         | タイトル              | 収録曲 | 規格品番  | 備考            |
| --- | -------------- | --------------------- | --- | --------- | --------------- |
| 1st | 2011年9月4日   | みきぺぢお            | 全10曲 1. みきとP 2. 調教LOVE 3. 夕暮れツイッター 4. とん 5. 東の魔女 6. ★mikiのえかきうた★ 7. やっぱり先輩がスキ！ 8. うぇんずでー・ぶるー 9. ポシェットには☆ミキがいっぱい 10. こくはく |           | みきとP初のCD。 |
| 2nd | 2012年4月28日  | 刹那プラス+           | 全9曲 1. ねぐら 2. 心臓デモクラシー 3. 小夜子 4. コカコーラタイム 5. 絆創膏 6. 若草物語 7. 刹那プラス 8. 夕暮れツイッター feat. GUMI 9. sayoko -jazz arrange- feat. DATEKEN |           |                 |
| 3rd | 2012年12月15日 | ぼかろ男子 ぼかろ女子 | 全10曲 1. いーあるふぁんくらぶ 2. 非公開日誌 3. 世田谷ナイトサファリ 4. 夕立のりぼん 5. サリシノハラ 6. country mom feat. 鏡音リン 7. ぼっち幸福論 8. いーあるふぁんくらぶ りみっくす remixed by emon（Tes.） 9. ガリベン広瀬の勝利 10. サリシノハラ feat. 愛島 |           |                 |
| 4th | 2018年11月18日 | DAISAN WAVE           | 全15曲 1. DAISAN GENERATION -instrumental- 2. 信じる者は救われない 3. ロキ 4. PLATONIC GIRL -VOCALOID ver.- 5. 少女ふぜゐ -VOCALOID ver.- 6. 少女レイ -FUMIKIRI ver.- 7. だいあもんど 8. NのONE 9. 愛の容器 10. 39みゅーじっく！ 11. Tears River 12. ヨンジュウナナ -VOCALOID ver.- 13. アカイト -VOCALOID ver.- 14. 来来！いーある飯店。 15. 少女レイ feat.みきとP | IJKB-0005 |                 |

### ミニアルバム

#### インディーズ
| 枚  | 発売日       | タイトル   | 収録曲                                                                                      | 規格品番      | 備考                         |
| --- | ------------ | ---------- | ------------------------------------------------------------------------------------------- | ------------- | ---------------------------- |
| 1st | 2016年8月3日 | 愛島雑貨店 | 全5曲 1. Hoi 2. さよならはきえない 3. ガールズインターハイ 4. いるかStarlight 5. Home Party | MIKITOP-00001 | ヴィレッジヴァンガード限定。 |

### EP

#### インディーズ
| 枚  | 発売日       | タイトル  | 収録曲                                                                 | 備考 |
| --- | ------------ | --------- | ---------------------------------------------------------------------- | ---- |
| 1st | 2011年9月4日 | moji moji | 全4曲 1. 小夜子 2. 東京○×△ 3. SECRET DVD 4. 若草物語（作詞：灯下はこ） |      |

### シングル
| 1st    | 2015年7月15日 | きゅりあす             | 全4曲 1. きゅりあす 2. おもふといふ 3. きゅりあす [instrumental] 4. おもふといふ [instrumental]                                       | QWCE-00487 | 89位 |                                                        |
| 2nd    | 2015年9月16日 | あのこサーティースリー | 全4曲 1. あのこサーティースリー 2. 京都ダ菓子屋センソー 3. あのこサーティースリー[instrumental] 4. 京都ダ菓子屋センソー[instrumental] | QWCE-00503 | 圏外 |                                                        |
| Analog | 2023年11月3日 | 少女レイ               | 全3曲 A 1. 少女レイ B 1. 少女レイ (インストゥルメンタル) 2. 少女レイ (みきとP歌唱Ver)                                                 | PCJA-00123 |      | 12”シングルレコード 「レコードの日2023」エントリー作品 |

### 配信限定シングル
| 発売日        | タイトル                                   | レーベル                   |
| ------------- | ------------------------------------------ | -------------------------- |
| 2019年10月1日 | Green Shower                               | みきとP                    |
| 2020年2月19日 | Sister                                     | みきとP                    |
| 2020年4月19日 | I meets You!!                              | みきとP                    |
| 2020年5月17日 | だいよげん (feat. 鏡音リン)                | みきとP                    |
| 2022年3月9日  | きみは雪をみることができない(feat. ねんね) | ビクターエンタテインメント |
| 2023年4月26日 | 寄花-Yosuga- / ＃kzn & みきとP             | Sony Music Labels          |
| 2023年6月6日  | NEPPUU～熱風～ feat.初音ミク               | CFM                        |
| 2023年8月18日 | 少女レイ                                   | ポニーキャニオン           |

## 楽曲提供
- 相沢舞
  - 「Free」（2013年、作詞・作曲）
  - 「うーん、もう」（2013年、作詞・作曲）
- iDOL Street ストリート生
- SUPER☆GIRLS
  - 「りあるマテリアル」（2012年、作詞・作曲・編曲）
  - 「キミ恋てれぱしー」（2012年、作詞・作曲・編曲）
  - ｢恋してYES～これが私のアイドル道！～｣(2014年、作詞・作曲・編曲)
  - ｢恋するチーズケーキ｣ MVP木戸口桜子 (2015年、作詞・作曲)
- 芦澤サキ
  - 「孤独に咲け」（2020年、作詞・作曲・編曲）
- Ado
  - 「会いたくて」（2021年、編曲）
- あほの坂田。（浦島坂田船）
  - 「Mary」（2022年、作詞・作曲・編曲）
- 天月-あまつき-
  - 「Flight Light ～星くずとBoeing～」（2018年、作詞・作曲・編曲）
- 存流
  - 「いんさいどぐるうゔ」（2022年、作詞・作曲・編曲）
- いかさん
  - 「イマジンフレンズ」（2017年、作詞・作曲）
- 伊東歌詞太郎
  - 「ぼくのほそ道」（2015年、作詞・作曲）
- VALIS
  - 「偶像ナイトメア」（2022年、作詞・作曲・編曲）
- 宇宙戦艦ティラミスII
  - 「Gravity Heart」（2018年、作詞てにをは共作・作曲）
- 浦島坂田船
  - 「LoveLoveLove」（2023年、作詞・作曲・編曲）
- うらたぬき
  - 「怪獣」（2022年、作詞・作曲・編曲）
- A応P
  - 「クロニクルは止まらない」（2018年、作曲）
- A.B.C-Z
  - 「Reboot!!!」（2017年、作曲）[9]
  - 「Whippy」（2017年、作曲）[9]
- EVO+
  - 「Superior Girl」（2018年、作詞・作曲・編曲）
- 小野友樹
  - 「喪失-愛の温度-」（2020年、作詞・作曲・編曲）
- 影縫英
  - 「少女ふぜゐ」（2016年、作詞・作曲）
- カリギュラ オーバードーズ
  - 「Orbit」（2018年、作詞・作曲）
  - 「Veritas」（2018年、作詞・作曲）
- ガンスリンガーストラトス
  - 「DAYS」（2013年、作詞・作曲・編曲）
- 96猫
  - 「ウミホタル・オンライン」（2021年、作詞・作曲・編曲）
- kradness
  - 「Chromatic」（2015年、作詞・作曲）
- ぐるたみん
  - 「狂熱のBang!」（2014年、作詞・作曲）
- ChroNoiR（叶&葛葉）
  - 「マグマグラグラ」（2021年、作詞・作曲）
- Gero
  - 「冷帯魚」（2014年、作詞・作曲）
  - 「Monkey Wow ～歌う猿に踊る猿～」（2019年、作詞・作曲・編曲）
- 原因は自分にある。
  - 「黄昏よりも早く疾走れ」（2021年、作詞・作曲、木下哲との共編曲）
- こみっくがーるず
  - 「涙はみせない」（2018年、作詞・作曲）
- この子
  - 「Rabbit-僕の中の君-」（作詞・作曲）
- ころん（すとぷり）
  - 「だいよげん」（2020年、作詞・作曲・編曲）
- さくら学院
  - 「あちゃ！ちゃ！カリー」（2013年、作詞・作曲）
- 鎖那
  - 「花とクマ」（2015年、作詞・作曲・編曲）
  - 「さよなら、テディベア」（2017年、作詞・作曲・編曲）
- 三月のパンタシア
  - 「不揃いな脈拍」（2020年、作詞みあ共作・作曲・編曲）
- 志麻(浦島坂田船)
  - 「CRAZY BUNNY!!」(2019年、作詞・作曲・編曲)
  - 「快刀乱麻!!」（2020年、作詞・作曲）
- 志麻×あほの坂田。（浦島坂田船）
  - 「Black Knight」（2020年、作詞・作曲・編曲）
- しゅーず
  - 「セカンド・キス」（2017年、作詞・作曲）
  - 「Highway Lover」（2019年、作詞・作曲）
  - 「暴露」（2020年、作詞・作曲）
  - 「デッドソング」（2023年、作詞・作曲）
- SEGA
  - 「Barbed Eye」（2016年、作詞・作曲）
- SEGA/maimai
  - 「Crazy Circle」（2019年、作詞・作曲）
- ぜんぶ君のせいだ。
  - 「Heavenlyheaven」（2021年、作曲）
- そらる
  - 「悋気な惑星」（2016年、作詞・作曲）
  - 「Fire Pit」（2017年、作詞・作曲）
- ダイハツ COPEN XPLAY プロジェクト
  - 「Super☆D」（2015年、作詞・作曲）
- CHUNITHM
  - 「Tattoo」（2021年、作詞・作曲）
- 超踊ってみたオフ 2020
  - 「I meets You!!」（2020年、作詞・作曲）
- 道明寺ここあ
  - 「Fall in Sunset」 (2020年、作詞・作曲・編曲)
- 刀剣乱舞　石切丸・岩融・今剣
  - 「断然、君に恋してる！」（2020年、作詞てにをは共作・作曲）
- 刀剣男士 team三条 with加州清光
  - 「Looking for your Love」（2020年、作詞てにをは共作・作曲）
  - 「だいすき」（2020年、作詞てにをは共作・作曲）
- 刀剣男士 formation of 三百年
  - 「百万回のありがとう」（2019年、作詞・作曲）
- 刀剣男士 song by 岩融･今剣
  - 「SA･KA･ZU･KI 華兄弟!」（2018年、作詞・作曲）
- 灯油×葉月優
  - 「マイオニー・マイホーム」（2015年、作詞・作曲）
- 東映アニメーション
  - 「Butter-Fly ～初音ミクVersion～」（2019年、編曲・調声）「初音ミク×デジモン」プロジェクト[10]
- 東京デザイナー学院
  - 「Made In Dream」（2022年、作曲）
- 中川翔子
  - 「mrcl」（2019年、歌唱・編曲）
- ナナヲアカリ
  - 「逆走少女」（2020年、作曲）
- 虹のコンキスタドール
  - 「LOVE麺 恋味 やわめ」（2016年、作詞・作曲・編曲）
  - 「じゃんぷ！」（2017年、作詞・作曲）
- ねんね
  - 「きみは雪をみることができない」（2022年、作詞・作曲）
  - 「4月25日」（2022年、作詞・作曲・編曲）
- HACHI
  - 「涙することは疎か、息も出来ない。」（2021年、作詞・作曲・編曲）
- 初音ミク×鼓童スペシャルライブ2020
  - 「NEPPUU~熱風~」（2023年、作詞・作曲）
- 花降る日々、　(鎖那&000&めありー)
  - 「muguet」（2021年、作詞・作曲・編曲）
- PARED
  - 「テレフォン・ラブ」（2022年、作曲）
- 樋口楓
  - 「Q」（2020年、作詞・作曲・編曲）
- ベボガ！
  - 「B.U.S.U -ぶす-」（2017年、作詞・作曲）
- ペリエ キャンペーンソング
  - 「Green Shower」（2019年、作詞・作曲・編曲）
- 星街すいせい
  - 「駆けろ」（2021年、作詞・作曲）
- VOCALOID IA
  - 「country mom」（2012年、作詞・作曲）
  - 「矢野さんの天文歌」（2013年、作詞・作曲）
- 暴徒
  - 「いいのね。」（2013年、作詞・作曲）
- 初音ミク「マジカルミライ 2016」
  - 「３９みゅーじっく！」（2016年、作詞・作曲）
  - 「Tears River」（2016年、作詞・作曲）
- majiko
  - 「アマデウス」（2014年、編曲）
  - 「レイトショー」（2019年、作詞・作曲・編曲）
- 魔法少女OverAge
  - 「ふつーの魔法少女でごめんなさい。」（2014年、作詞・作曲）
- みちゃおん (みーちゃん&しゃむおん)
  - 「Black＆White」（2013年、作詞・作曲）
  - 「MEET YOUR ONLY WORLD」（2013年、作詞・作曲）
- 湊あくあ
  - 「あいわな」（2022年、作詞・作曲）
- 三森すずこ
  - 「アレコレ」（2018年、作詞・作曲・編曲）
- みゆはん
  - 「ケセランパセラン」（2017年、編曲）
  - 「メッセージ」（2017年、編曲）
  - 「ユーアンダイ」（2018年、編曲）
- めいちゃん
  - 「魔王の館は大騒ぎ (Satan's Mey Cry!!)」（2017年、作詞・作曲）
  - 「物の怪の類」（2023年、作詞・作曲・編曲大柴広己(もじゃ)共作）
- りぶ
  - 「サリシノハラ」（2012年、作詞・作曲）
  - 「月陽 -ツキアカリ-」（2013年、作詞・作曲）
  - 「ヨンジュウナナ」（2014年、作詞・作曲）
  - 「アカイト」（2015年、作詞・作曲）
  - 「疾走」（2019年、作詞・作曲）
- りょーくん
  - 「文字恋」（2014年、作詞・作曲）
  - 「夏の半券」（2014年、作詞・作曲）
- luz
  - 「kiss my eyes」（2015年、作詞・作曲・編曲）
- Leo/need
  - 「Peaky Peaky」（2022年、作詞・作曲・編曲）
- わーすた
  - 「PLATONIC GIRL」（2018年、作詞・作曲）
  - 「スタンドアロン・コンプレックス」（作詞・作曲）
  - 「大志を抱け！カルビアンビシャス！」（2018年、作詞てにをは共作・作曲）
  - 「デデスパボン！」（2018年、作詞・作曲）
  - 「暮れないハート」（2019年、作詞・作曲）
  - 「萌ってかエモ」（2020年、作詞・作曲・編曲）

## ワンマンライブ
『MIKIROCK BYPASS』
vol.1
2015年12月27日、下北沢GARDEN
vol.2
2016年9月2日、Shibuya eggman
vol.3
2016年12月24日、東京・代官山LIVE HOUSE LOOP
2017年1月6日、兵庫・MUSIC ZOO KOBE 太陽と虎
vol.4
2018年12月20日、代官山LOOP
『アコースティックライブ』
2019年3月23日『MKTあんぷらぐど。』、京都・SOLE CAFE

## EXIT TUNES ACADEMY（ライブイベント）出演
- 2012年08月29日 - EXIT TUNES ACADEMY、福岡・Zepp Fukuoka
- 2012年10月07日 - EXIT TUNES ACADEMY、東京・新木場STUDIO COAST
- 2012年12月09日 - EXIT TUNES ACADEMY、大阪・Namba Hacth
- 2012年12月16日 - EXIT TUNES ACADEMY、東京・Zepp DiverCity
- 2012年12月31日 - EXIT TUNES ACADEMY OSAKA 2013 COUNT DOWN SPECIAL、大阪・Namba Hacth
- 2013年01月19日 - EXIT TUNES ACADEMY、愛知・Zepp Nagoya
- 2013年01月27日 - EXIT TUNES ACADEMY、東京・Zepp Tokyo
- 2013年02月17日 - EXIT TUNES ACADEMY、東京・Zepp Tokyo
- 2013年03月10日 - EXIT TUNES ACADEMY、北海道・Zepp Sapporo
- 2013年04月07日 - EXIT TUNES ACADEMY -EXIT TUNES 11th ANNIVERSARY SPECIAL-、埼玉・さいたまスーパーアリーナ
- 2013年04月29日 - EXIT TUNES ACADEMY GOLDENWEEK ZEPP TOUR 2013、北海道・Zepp Sapporo
- 2013年05月04日 - EXIT TUNES ACADEMY、福岡・Zepp Fukuoka
- 2013年05月10日 - EXIT TUNES ACADEMY、愛知・Zepp Nagoya
- 2013年05月11日 - EXIT TUNES ACADEMY、大阪・Zepp Namba
- 2013年05月19日 - EXIT TUNES ACADEMY、東京・Zepp Tokyo
- 2013年07月28日 - EXIT TUNES ACADEMY SUMMER TOUR 2013、北海道・Zepp Sapporo
- 2013年08月02日 - EXIT TUNES ACADEMY SUMMER TOUR 2013、大阪・Zepp Namba
- 2013年08月04日 - EXIT TUNES ACADEMY SUMMER TOUR 2013、東京・Zepp Tokyo
- 2013年08月07日 - EXIT TUNES ACADEMY SUMMER TOUR 2013、愛知・Zepp Nagoya
- 2013年08月09日 - EXIT TUNES ACADEMY SUMMER TOUR 2013、福岡・Zepp Fukuoka
- 2013年12月15日 - EXIT TUNES ACADEMY WINTER TOUR 2013、東京・Zepp Tokyo
- 2013年12月31日 - EXIT TUNES ACADEMY、大阪・Zepp Namba
- 2014年02月11日 - EXIT TUNES ACADEMY 1st TOUR 2014、愛知・Zepp Nagoya
- 2014年03月21日 - EXIT TUNES ACADEMY SPRING TOUR 2014、大阪・Zepp Namba
- 2014年03月22日 - EXIT TUNES ACADEMY SPRING TOUR 2014、愛知・Zepp Nagoya
- 2014年03月29日 - EXIT TUNES ACADEMY SPRING TOUR 2014、東京・Zepp DiverCity
- 2014年05月18日 - EXIT TUNES ACADEMY、静岡・静岡市民文化会館
- 2014年08月16日 - EXIT TUNES ACADEMY SUMMER TOUR 2014、東京・Zepp Tokyo
- 2014年08月17日 - EXIT TUNES ACADEMY SUMMER TOUR 2014、東京・Zepp Tokyo
- 2014年11月01日 - EXIT TUNES ACADEMY、静岡・静岡市民文化会館
- 2014年11月03日 - EXIT TUNES ACADEMY、広島・上野学園ホール
- 2014年12月20日 - EXIT TUNES ACADEMY、新潟・新潟LOTS
- 2014年12月31日 - EXIT TUNES ACADEMY FINAL COUNTDOWN SPECIAL 2014-2015、東京・TOKYO DOME CITY HALL
- 2015年08月20日 - EXIT TUNES ACADEMY日本武道館2015、東京・日本武道館
- 2016年05月22日 - EXIT TUNES ACADEMY HALL TOUR 2016、静岡・静岡市民文化会館

## その他出演
- 2014年02月01日 - 『みきうた』リリース記念ライブ、東京・TSUTAYA O-EAST
- 2015年03月22日 - ウタカツスーパーライブ2015、東京・代々木第一体育館
- 2015年06月06日 - Shake it!!
- 2015年06月13日 - まじ娘ワンマンライブ「Contrast release party」、東京・東京キネマ倶楽部
- 2015年07月19日 - Harry & Noyori presents 『TRAVELER !!!』、東京・下北沢CLUB251
- 2015年08月01日 - 『きゅりあす』インストアライブ、東京・TOWER RECORDS渋谷店
- 2016年04月30日 - ニコニコ超会議2016、千葉・幕張メッセ
- 2016年06月11日 - HATSUNE MIKU EXPO 2016 in Taiwan 看得見的聲音：初音未來特展、台湾
- 2016年09月09日 - 『初音ミク「マジカルミライ 2016」』オープニングライブ、千葉・幕張メッセ
- 2016年08月07日 - まじ娘×みきとP ライブ『ぶらりナンとかカンとかアコースティック、夏。〜京都編〜』、京都・SOLE CAFE
- 2016年10月28日 - まじ娘×みきとP ライブ『ぶらりナンとかカンとかアコースティック、夏。〜東京編〜』、東京・原宿ストロボカフェ
- 2016年10月30日 - SINGER SONG WRITERS 2016、大阪・大阪城野外音楽堂
- 2017年02月11日 - SNOW MIKU 2017 presents “Celestial Museum”、北海道・Sound Lab mole
- 2017年04月30日 - 初音ミク超会議ステージ2017、千葉・幕張メッセ
- 2017年07月16日 - CONNECT SERIES special Guitars、台湾・The Wall Live House
- 2017年09月01日 - マジカルミライ 5th Anniversary Special Live、千葉・幕張メッセ
- 2017年09月02日 - マジカルミライ 5th Anniversary Special Live、千葉・幕張メッセ
- 2018年03月24日 - 亜沙『鏡花水月』、大阪・ROCKTOWN
- 2018年03月11日 - majiko presents 「new album "AUBE" release party 〜大阪ハッピー編〜」、大阪・南堀江SOCORE FACTORY
- 2018年04月29日 - ニコニコ超会議2018、千葉・幕張メッセ
- 2018年11月03日 - ニコニコ超パーティー2018、埼玉・さいたまスーパーアリーナ
- 2018年12月12日 - YouTube FanFest 2018、千葉・幕張メッセ
- 2019年04月27日 - ニコニコ超会議2019、千葉・幕張メッセ
- 2019年09月09日 - PERRIER✕TOKYO FM これなに？GREEN HOUSE LIVE、東京・渋谷クアトロ
- 2019年10月05日 - BILIBILI WORLD 2019、上海・上海新国際博覧センター
- 2021年04月25日 - The VOCALOID Collection Live、千葉・幕張メッセ
- 2023年01月28日 - 星街すいせい2nd ライブ『Shout in Crisis』、東京・東京ガーデンシアター